# Fozzy
Fozzy ist eine US-amerikanische Heavy-Metal-Band, die 1999 gegründet wurde. Prominentestes Mitglied der Band ist Sänger Chris Jericho, der auch sehr erfolgreich als Wrestler aktiv ist.

## Geschichte

### Bandgründung (1999–2000)
Rich Ward gründete die Band als Fozzy Osbourne, was eine Anspielung auf den Sänger Ozzy Osbourne sein sollte, zunächst als reine Coverband. Die Musiker, die er dafür brauchte, hatte er in einer Woche zusammen. 1999 traf er dann Chris Jericho bei einer Wrestlingveranstaltung und fragte ihn, ob er Lust habe bei Fozzy zu singen. Ihren ersten Auftritt hatte die Band in Maretta, Georgia. Jericho spielte zwar ein paar Sessions mit der Band, wollte aber nicht dauerhaft einsteigen, weil er zu diesem Zeitpunkt mit seiner Wrestlingkarriere sehr beschäftigt war. Aber als er auf Grund einer Knöchelverletzung für vier Monate pausieren musste, kehrte er unter dem Pseudonym Moongoose McQueen in die Band zurück und ging mit ihnen auf Tour. Er machte sich aus dieser Nummer einen Spaß und erklärte stets, dass es sich bei den beiden um zwei ganz unterschiedliche Personen handele, Chris aber ein sehr großer Moongoose Fan sei.

### Fozzy & Happenstance (2000–2002)
Die Band kürzte den Namen auf Fozzy und erfand eine lustige Bandhistorie: Sie gingen nach Japan und unterschrieben dort bei einer berühmten Plattenfirma um große Rockstars zu werden. Die Firma ging pleite und sie saßen dort für 20 Jahre fest und die Demos, die sie aufnahmen, wurden von anderen Bands geklaut und veröffentlicht. Kurz darauf produzierten sie ihr erstes Album Fozzy, auf dem sie Bands wie Dio, Krokus, Twisted Sister, Iron Maiden, Mötley Crüe und Judas Priest coverten.
Ihr zweites Album Happenstance brachten sie 2002 heraus. Es bestand wieder fast nur aus Coverversionen bekannter Metalbands, wie Black Sabbath, Scorpions, W.A.S.P. und Accept.

### All That Remains (2003–2006)
Nach der Happenstance Tour 2003 enthüllte die Band ihre „echte“ Historie und Chris gab auch endlich zu, dass er auch Moongoose sei.
Im Januar 2005 kam das dritte Album All That Remains raus, auf dem ausschließlich eigene Stücke der Band zu hören sind. Für dieses Album erhielt sie Unterstützung u. a. von Zakk Wylde (Black Label Society), Mark Tremonti (Creed, Alter Bridge), Myles Kennedy (Alter Bridge, Slash), Marty Friedman (Megadeth) und Butch Walker (Marvelous 3).
Der Track Enemy war 2005 Titellied der WWE Veranstaltung No Way Out und 2006 hat ihn TNA für Promozwecke verwendet. Außerdem spielte sie 2005 auch auf dem Download-Festival in England.

### Chasing the Grail (2009–2011)
Am 4. März 2009 berichtete MetalUnderground.com, dass Fozzy einen weltweiten Plattenvertrag mit der australischen Plattenfirma Riot! Entertainment unterschrieben habe, um ihr viertes Album Chasing the Grail zu veröffentlichen. Die Single Matyr No More wurde offizielle Titelmusik zur WWE Royal Rumble in diesem Jahr. Das Album erschien in den USA am 26. Januar, in Australien im Februar und in Europa im März 2010.
Am 19. Februar 2011 gab Jericho in einem Interview bekannt, dass er die Texte für ein fünftes Album fertig habe und nur noch die Musik dazu geschrieben werden müsse und die Band hoffe, dass es im Februar 2012 fertig sei. Auf ihrer Facebookseite gab die Band am 4. Mai 2012 bekannt, dass die Aufnahmen zum neuen Album endlich abgeschlossen seien.
Am 9. September 2011 kam Paul Di Leo für Sean Delson in die Band, weil dieser seine volle musikalische Aufmerksamkeit für ein anderes Projekt haben wollte.

### Sin and Bones (2012)
Am 8. Januar 2012 wurde bekanntgegeben, dass Fozzy einen Vertrag bei Century Media Records unterschrieben hat und ein Album, später auch noch eine Live-DVD veröffentlichen wolle. Kurz danach twitterte Jericho „New Fozzyrock album in August“. Trotz seiner Rückkehr in die WWE am 2. Januar stellte Fozzy die Aufnahmen zum Album fertig. Die Single Sandpaper war auch wieder Titellied des WWE-Events Hell in a Cell. Das Album Sin and Bones erschien am 14. August. Nach Erscheinen des Albums verließ Jericho wieder die WWE, um mit Fozzy auf Tour durch die USA, Australien und Europa zu gehen.

### Do You Wanna Start a War (2014)
Am 29. April 2014 veröffentlichte die Band die neue Single Lights Go Out. Die zweite Single One Crazed Anarchist wurde am 26. Mai für die Fans veröffentlicht, welche das kommende Album vorbestellt haben. Das Album erschien am 22. Juli 2014. Im September wurde Bassist Paul Di Leo durch Jeff Rouse (u. a. Duff McKagan's Loaded) ersetzt.

### Judas (2017)
Am 13. Oktober 2017 wurde das siebte Studioalbum von Fozzy mit dem Namen Judas veröffentlicht. Die vorab ausgekoppelte Single gleichen Namens war ein großer Erfolg und die Band ging 2017 und 2018 auf eine längere Tour mit dem Album.

## Diskografie

### Alben
- Fozzy (2000)
- Happenstance (2002)
- All That Remains (2005)
- Remains Alive (2009)
- Chasing the Grail (2010)
- Sin and Bones (2012)
- Do You Wanna Start a War (2014)
- Judas (2017)
- Boombox (2022)

### Singles
- Eat the Rich (2000)
- Balls to the Wall (2002)
- With the Fire (2002)
- To Kill a Stranger (2002)
- Enemy (2005)
- It's a Lie (2006)
- Metal Gods (2007)
- Martyr No More (2009)
- Sandpaper feat. M Shadows (2012)
- Lights Go Out (2014)
- One Crazed Anarchist (2014)
- Judas (2017, US: Gold)[5]
- Sane (2021)

### Videoalben
- Fozzy – Unleashed, Uncensored, Unknown (2003)